# Ariel Zilber
Ariel Zilber, en hebreu: אריל זילבר (Tel Aviv (Israel), 23 de setembre, 1943), és un cantautor i compositor israelià, així com un kahanista.

## Biografia
La mare de Ariel Zilber, Bracha Zefira, era una cantant popular d'origen jueu iemenita i el seu pare, Ben Ami Zilber, tocava el violí a l'Orquestra Filharmònica d'Israel. Com que tots dos estaven ocupats amb les seves carreres internacionals, van col·locar el seu fill en un internat al kibutz Gan Shmuel, on va viure des dels quatre fins als quinze anys. Després de perdre part d'un peu mentre jugava amb explosius a la seva habitació, va ser expulsat de l'escola i va tornar amb als seus pares a Tel Aviv, on va començar a estudiar la trompeta. Va passar diversos anys a Anglaterra i França fent una carrera, però finalment va tornar a Tel Aviv.
Més tard en la vida, Zilber es va convertir en un jueu religiós i un seguidor del rabí de Lubavitcher. Era resident a Alei Sinai, però ara viu amb la seva dona al moshav Gitit. El 2007, va participar en una campanya per l'alliberament de Yigal Amir, que va assassinar el primer ministre d'Israel Yitshaq Rabín.

## Carrera musical
A la dècada de 1970, va establir la innovadora banda de rock Tamuz, amb Shalom Hanoch, i més tard va dirigir el grup Brosh. Les seves cançons "Rutzi, Shmulik Koreh Lach" ("Run, Shmulik Is Calling You"), "Ani Shochev Li Al Hagav" ("Lying on My Back"), "Ten Li Koach" ("Give Me Strength"), " Milliard Sinim" ("A Billion Chinese") i altres eren conegudes per les seves lletres divertides i una mica estranyes.
A la dècada de 1980, va iniciar una carrera en solitari. La seva música abasta diversos gèneres, des del rock, pop, hip-hop i música àrab fins a música d'inspiració etíop. El seu àlbum "Ha'atalef Vehatarnigol" ("El ratpenat i el gall") incloïa quatre melodies hassídiques compostes pel rabí Yitzhak Ginsburgh. Segons Zilber, la cançó del títol s'ha extret d'una analogia talmúdica en què un gall canta emocionat mentre arriba un nou dia mentre el ratpenat viu a la foscor.

## Premis i reconeixements
El 2014, Zilber va guanyar un premi ACUM per la seva contribució a la música. Inicialment, se li va concedir el premi a la trajectòria vital, però a causa de les seves opinions polítiques, el premi va ser rebaixat a un premi pels seus èxits musicals. El 2016, Zilber va rebre el premi a la trajectòria de la Unió Israeliana d'Artistes Escènics.

## Discografia

### Àlbums
- Rutzi Shmulik, 1976
- Ariel Zilber and the Brosh Band, 1978
- Ariel Zilber, 1982
- Ariel Zilber, CD, 1983
- Ba Da Di Dia, 1988
- Two weeks in a foreign city, 1991
- Smoke Screen, 1999
- Anabel, 2005
- Politically Correct, 2008
- The Bat and the Rooster (Ha'atalef Vehatarnigol), 2013
- Someone (Mishehu), 2016